# Hladnikova cesta
Hladnikova cesta je ena izmed cest v Ljubljani. Imenuje se po botaniku Francu Hladniku.

## Zgodovina
Do leta 1993 je bila cesta poimenovana Cesta I. slovenske artilerijske brigade, nato pa so jo preimenovali v Hladnikovo cesto.

## Urbanizem
Cesta, ki poteka na območju četrtnih skupnosti Trnovo in Rudnik, se prične na križišču s Kopačevo in Opekarsko ter se konča na križišču z Jurčkovo in Ižansko cesto.
Na cesto se povezujejo: Cesta na Mesarico, Marentičeva, Dolgi breg in Kobetova.

## Javni potniški promet
Po Hladnikovi cesti potekata trasi mestnih avtobusnih linij št.  19B in 19I. 

### Postajališče MPP
smer vzhod - zahod
| postajališče  | št. linije |
| ------------- | ---------- |
| 603091 Livada | 19B, 19I   |